# Црквени социјални рад
Црквени социјални рад је социјални рад везан за цркву. Верска основа црквеног социјалног рада налази се у Библији и апологетизму светаца попут Св. Јована који је, користећи библијске списе, заговарао бригу за сиромашне људе као хришћанску дужност, као и да богатство није повредиви посед већ зајам од Бога који треба користити у служби оних који су у стању неке потребе.